# Lijst van nummer 1-hits in De Afrekening in 2006
Deze nummers stonden in 2006 op nummer 1 in de De Afrekening van Studio Brussel:
| Datum                             | Artiest               | Titel                       |
| --------------------------------- | --------------------- | --------------------------- |
| 4 januari                         | Green Day             | Jesus of Suburbia           |
| 11 januari                        | Zornik                | Keep Me Down                |
| 18 januari                        | Zornik                | Keep Me Down                |
| 25 januari                        | Zornik                | Keep Me Down                |
| 1 februari                        | Gorki                 | Joerie                      |
| 8 februari                        | Gorki                 | Joerie                      |
| 15 februari                       | Gorki                 | Joerie                      |
| 22 februari                       | Gorki                 | Joerie                      |
| 1 maart                           | Placebo               | Song to Say Goodbye         |
| 8 maart                           | A Brand               | Hammerhead                  |
| 15 maart                          | A Brand               | Hammerhead                  |
| 22 maart                          | A Brand               | Hammerhead                  |
| 29 maart                          | A Brand               | Hammerhead                  |
| 5 april                           | A Brand               | Hammerhead                  |
| 12 april                          | Placebo               | Song to Say Goodbye         |
| 19 april (Ex aequo!)              | A Brand               | Hammerhead                  |
| 19 april (Ex aequo!)              | Placebo               | Song to Say Goodbye         |
| 26 april                          | A Brand               | Hammerhead                  |
| 3 mei                             | Red Hot Chili Peppers | Dani California             |
| 10 mei                            | Red Hot Chili Peppers | Dani California             |
| 17 mei                            | Red Hot Chili Peppers | Dani California             |
| 24 mei                            | Red Hot Chili Peppers | Dani California             |
| 31 mei                            | Red Hot Chili Peppers | Dani California             |
| 7 juni                            | Red Hot Chili Peppers | Dani California             |
| 14 juni                           | Tool                  | Vicarious                   |
| 21 juni                           | Tool                  | Vicarious                   |
| 28 juni                           | Tool                  | Vicarious                   |
| 5 juli                            | Tool                  | Vicarious                   |
| 12 juli                           | The Kooks             | Naive                       |
| 19 juli                           | The Kooks             | Naive                       |
| 26 juli                           | The Kooks             | Naive                       |
| 2 augustus                        | The Kooks             | Naive                       |
| 9 augustus                        | The Kooks             | Naive                       |
| 16 augustus                       | dEUS                  | Bad Timing                  |
| 23 augustus                       | dEUS                  | Bad Timing                  |
| 30 augustus                       | Muse                  | Starlight                   |
| 6 september                       | Muse                  | Starlight                   |
| 13 september                      | Muse                  | Starlight                   |
| 20 september                      | Muse                  | Starlight                   |
| 27 september                      | Muse                  | Starlight                   |
| 4 oktober                         | Muse                  | Starlight                   |
| 11 oktober                        | Muse                  | Starlight                   |
| 18 oktober                        | Muse                  | Starlight                   |
| 25 oktober                        | Muse                  | Starlight                   |
| 1 november                        | Muse                  | Starlight                   |
| 8 november                        | Muse                  | Starlight                   |
| 15 november                       | The Kooks             | She Moves In Her Own Way    |
| 22 november                       | My Chemical Romance   | Welcome to the Black Parade |
| 29 november                       | My Chemical Romance   | Welcome to the Black Parade |
| 6 december                        | My Chemical Romance   | Welcome to the Black Parade |
| 13 december                       | Placebo               | Meds                        |
| 27 december (Eindafrekening 2006) | A Brand               | Hammerhead                  |

- Nederland (Top 40)
- Nederland (Single Top 100)
- Nederland (3FM Mega Top 50)
- Nederland (Kink 40)
- Nederland (DVD Top 30)
- Vlaanderen (Radio 2 Top 30)
- Vlaanderen (Ultratop 50)
- Vlaanderen (Top 30 van Ultratop)
- Vlaanderen (De Afrekening)
- Wallonië
- Australië
- Denemarken
- Duitsland
- Frankrijk
- Ierland
- Italië
- Nieuw-Zeeland
- Noorwegen
- Oostenrijk
- Verenigd Koninkrijk
- Verenigde Staten (Hot 100)
- Zweden
- Zwitserland